# پارود (راسک)
پارود مرکز بخش پارود و شهری از توابع شهرستان راسک در استان سیستان و بلوچستان ایران است.پارود سی و هشتمین شهر استان سیستان و بلوچستان است.

## موقعیت جغرافیایی و توپوگرافی
پارود در قلب شهرستان راسک واقع شده‌است که در ۲۵ کیلومتری شهر راسک و در ۱۲۵ کیلومتریِ نقطهٔ صفرِ مرزی قرار گرفته‌است.
توپوگرافی شهر پارود به گونه ای است که سرتاسر قسمت غربی آن را پرتگاه بزرگی فراگرفته است که در برخی نقاط ارتفاعِ آن به ۶۰ متر نیز می‌رسد و در زیر این پرتگاه، رودخانهٔ زیبای سرباز عبور می‌کند و در قسمتِ شرقیِ آن، رشته کوهی نسبتاً بلند امتداد یافته‌است.

## جمعیت
بر پایه سرشماری عمومی نفوس و مسکن در سال ۱۳۹۵ جمعیت این شهر ۲٬۹۹۷ نفر (۷۵۱ خانوار) بوده‌است.

## پیشینه
بخش کنونی پارود به دلیل تمرکز زدایی و ارائه خدماتِ مطلوب تر در سال ۱۳۸۸ از بخش مرکزی منتزع گردید و روستای پارود به عنوانِ مرکزِ آن بخش معرفی شد.
روستای پارود بر اساس تقسیمات سیاسیِ کشور در سال ۱۳۹۶ به شهر تبدیل شد و در بهمن ماهِ همان سال، شهرداریِ پارود رسماً افتتاح گشت، آقای وارث بلیدئی بعنوان اولین شهردار شهر و آقای محمدباقر محمدی راد(اله بخش ابرکار) به عنوان دومین شهردار منصوب گردید 

## آب و هوا
آب و هوای شهر پارود در تابستان گرم و خشک و در بعضی از ماه‌های سال به علتِ تاثیرِ بادهای موسمی با رطوبت (شرجی) همراه است و در زمستان نیز آب و هوایی معتدل و مناسب دارد.

## علت نامگذاری
واژهٔ [پارود] در زبان بلوچی از دو بخشِ «پا = پای» به معنای کِنار، جَنب و «رود» به معنای پرتگاه تشکیل شده‌است، یعنی شهری که در کنار پرتگاه قرار گرفته‌است.

## جاذبه‌های گردشگری
پارود از لحاظ جاذبه‌های گردشگری شهرت بسیاری در استان دارد.
وجود باغ‌های سرسبز، چشمه‌ها و قنات‌ها، گذر رودخانه‌های سرباز و سُموکان و آثار تاریخی و فرهنگی، جِلوه ای ویژه‌ای به این بخش داده‌است. گوناگونی درختان گرمسیری، مناظر زیبایی را در این منطقه پدیدآورده است.
شهر پارود در قسمت غربی خود دارای یک پرتگاه می‌باشد که زیبایی دو چندانی را به این شهر بخشیده‌است و از بالای آن شاهد نخلستان‌های زیبا و باغ‌های سرسبزی در کنار رودخانه خواهیم بود که دل هر جنبنده‌ای را به وجد خواهد آورد و کمتر جایی در منطقه خواهیم یافت که چنین منظره‌ای زیبا و دلنشینی را در دل خود داشته باشد.
و نیز ورودی آن از بالای تپه ای می‌گذرد که نمایی زیبا و چشم نواز از کل شهر بدست می‌دهد که به مثال کوهستان پارک می‌ماند و از آن بالا لحظه ای می‌توان تمام شهر، رودخانه و نخلستان‌های اطراف آن و حتی روستاهای نزدیک آنسوی رودخانه، چون سردکان،سموکان دپ  و مارگی دپ را نیز مشاهده کرد، و نمای مسجد جامع زیبای آن در دل شهر، خودنمایی می‌کند

### قدمت و میراث تاریخی
پارود شهری تاریخی و با قدمت است که آثار باستانی و ابنیهٔ قدیمی فراوانی داشته و نیز دارد که برخی از آنها به دلیل عدم رسیدگیِ صحیح و مرمت مناسب، به کلی نابود یا بشدت تخریب شده‌اند:

#### کلات پارود
پارود در زمان قدیم مرکز برخی از حکومت‌های محلی بوده که به تبَعِ آن دارای کلات و برج و بارو بوده‌است که تا چهل سال پیش آثار و علایمی از این کلات وجود داشت که متأسفانه پس از انقلاب و در میان هرج و مرج‌های پیش آمده عده ای خودسرانه آن را تخریب کردند.

#### گورستان پارود
قبرستان پارود مربوط به سده‌های متاخرِ دوران‌های تاریخیِ پس از اسلام است که در شهر پارود واقع شده‌است؛ این اثر در تاریخ ۲۷ اسفند ۱۳۸۷ با شمارهٔ ثبت ۲۶۳۴۲ به عنوان یکی از آثار ملی ایران به ثبت رسیده‌است.

#### ساختمان تلگرافخانه
پارود متعلق به دوره پهلوی که در شهر پارود قرار دارد بشدت آسیب دیده و هیچگونه مرمت و رسیدگی ای از آن نمی‌شود.

#### ساختمانِ گرمابه
گرمابه قدیمی پارود متعلق به دوره پهلوی دوم که بشدت آسیب دیده و مرمت نشده‌است.

#### درخت کهنسالِ انجیر معابد
درخت کهنسالِ انجیر معابد یا مکر زن در پارود

## وضعیت عمران و آبادانی
شهر پارود دارای قدمتی طولانی است و از لحاظ عمرانی بعد از تغییر یافتن آن به شهر توانسته با برخی اقدامات سطحی ، چهرهٔ فرسوده خود را اندکی ترمیم نماید«پایگاه تحلیلی خبری پاپایا - پارود شهری متحول شده / پارود شهری پاک/ پارود شهری زیبا و کوچک/با مناظری زیبا و دیدنی». www.papaya.ir. بایگانی‌شده از اصلی در ۳ نوامبر ۲۰۱۹. دریافت‌شده در ۲۰۱۹-۱۱-۰۳.</ref>

## تراکم قومیتی
شهر پارود از نظر قومی یک دست نیست و تنوعِ قومی، تقرییا در آن وجود دارد اما با این وجود تراکم قومیتی متعلق به چند قبیله می‌باشد.